# Liste der Naturdenkmale in Carlsberg (Pfalz)
Die Liste der Naturdenkmale in Carlsberg nennt die im Gemeindegebiet von Carlsberg ausgewiesenen Naturdenkmale (Stand 4. März 2024).

## Naturdenkmale
| Nr.         | Bezeichnung                                | Lage                                             | Beschreibung    | Bild                                    |
| ----------- | ------------------------------------------ | ------------------------------------------------ | --------------- | --------------------------------------- |
| ND-7332-213 | Fünf über 100-jährige Bäume                | Carlsberg, Kreuzweg, bei Nr. 1 Lage              | u. a. Tilia sp. | Direkt Bild zu diesem Denkmal hochladen |
| ND-7332-250 | Eiche auf dem Grundstück Am Sportplatz 10a | Hertlingshausen, Am Sportplatz, bei Nr. 10a Lage | Quercus sp.     | Direkt Bild zu diesem Denkmal hochladen |